# Siag Office

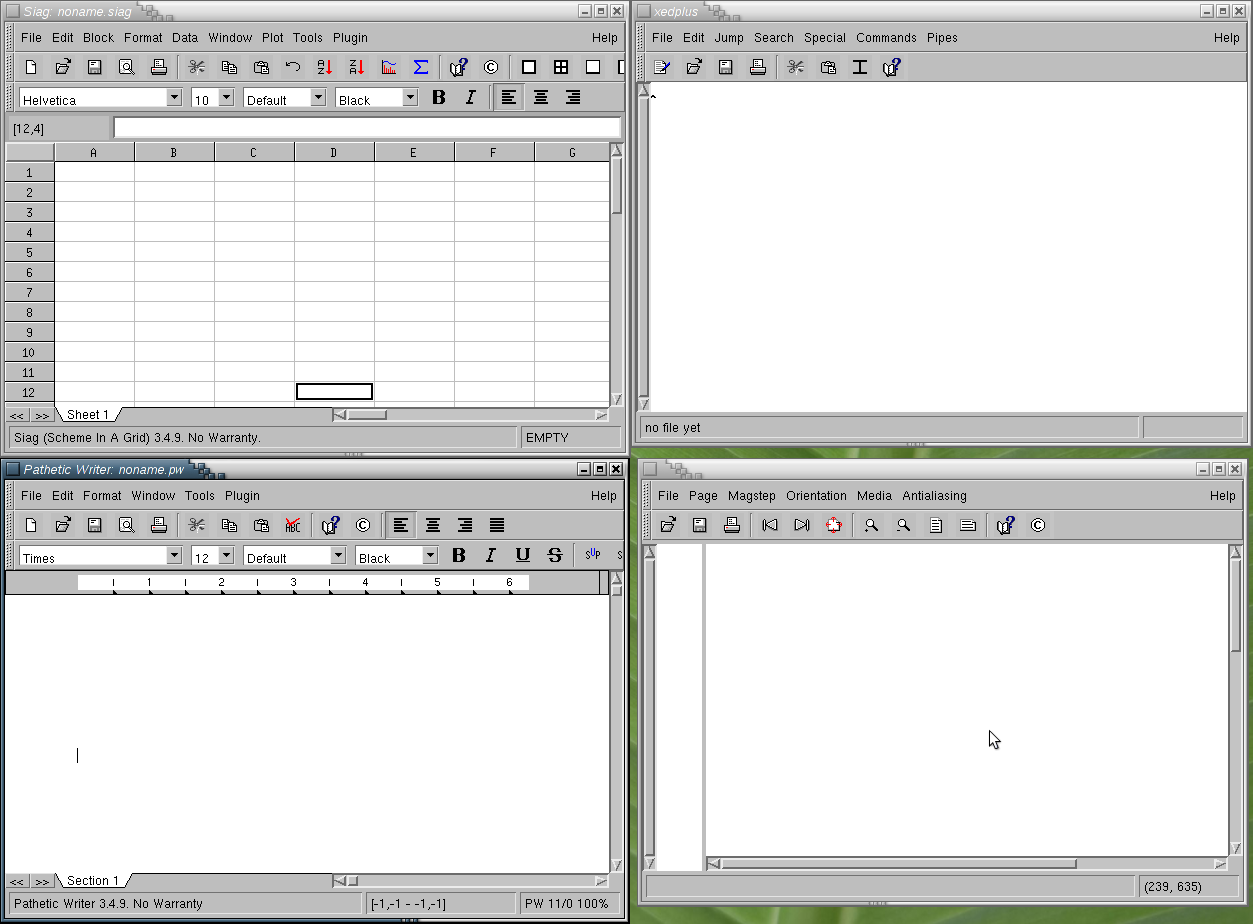
Capturas de pantalla del sistema Siag Office.

Siag office es una suite ofimática fuertemente integrada de software libre para sistemas operativos basados en Unix. Consiste en la hoja de cálculo SIAG, el procesador de texto PW (Pathetic Writer), el programa de animación Egon, el editor de texto XedPlus, el gestor de archivos Xfiler y el previzualizador Gvu. Es conocida por ser extremadamente ligera y funcionar con fluidez en sistemas muy antiguos: PC 486 con 16 megabytes de memoria RAM, aunque por liviana, carece de muchas de las características de otras suites destinadas a equipos con mayores recursos, como Openoffice.org, o Microsoft office. Se distribuye bajo la licencia pública GNU.

## Componentes
- Siag: Es una hoja de cálculo basada en X y Scheme (específicamente usa el home-grown variante de SIOD).
- PW: (Pathetic Writer) es un procesador de texto basado en X para Unix. soporta formato RTF (Rich Text Format) permite Apoyo a RTF (Rich Text Format) permitiendo que se intercambien textos entre este y aplicaciones de microsoft.
- Egon Animator: es una herramienta de animación para unix. Puede abrir archivos de MagicPoint y editarlos. files.